# Kemnitz (Salzwedel)
Kemnitz gehört zur Ortschaft Steinitz und ist ein Ortsteil der Hansestadt Salzwedel im Altmarkkreis Salzwedel in Sachsen-Anhalt.

## Geographie
Das altmärkische Dorf Kemnitz, ein Sackgassendorf mit Kirche, liegt vier Kilometer südwestlich von Salzwedel. Der Ziethnitzer Graben entwässert die Wiesen östlich des Dorfes und strömt nach Norden in die Salzwedeler Dumme. Die Nachbarorte sind Böddenstedt im Norden, Böddenstedter Mühle und Perver im Nordosten, Ziethnitz im Osten, Phillips Kolonie im Südosten, Eversdorf und Groß Wieblitz im Südwesten sowie Klein Wieblitz, Klein Gerstedt, Wolfsmühle und Groß Gerstedt im Nordwesten.

## Geschichte

### Mittelalter bis Neuzeit
Das Dorf wird im Jahre 1255 als Camniz erstmals erwähnt, als Markgraf Otto dem Heilig-Geist-Stift vor Salzwedel einige Güter übereignet. Im Landbuch der Mark Brandenburg von 1375 wird das Dorf als Kemnitz aufgeführt. Es gehörte dem Propst von St. Marien in der Altstadt Salzwedel. Weitere Nennungen sind 1524 kemnitze, 1541 Kemnytz, 1687 Kemnitz, 1775 Chemnitz oder Kemnitz, und 1804 nur noch Kemnitz.
Bei der Bodenreform wurden 1945 ermittelt: Eine Besitzung umfasste 79 Hektar Landbesitz, mit dem Besitz in Böddenstedt waren es über 100 Hektar. 33 Besitzungen hatten unter 100 Hektar mit zusammen 393 Hektar. Der Kirche gehörten 2 Hektar. 1946 wurden 80 Hektar enteignet. Im Jahr 1948 gab es aus der Bodenreform 29 Erwerber, davon waren 4 Neusiedler.

### Wendenschlacht bei Kemnitz
Johann Friedrich Danneil überliefert 1859 die Sage „Die Wendenschlacht bei Kemnitz“: Auf dem Hartschlag, einer Ackerbreite bei Kemnitz, einem Wendendorf südlich von Salzwedel, soll einst eine große Schlacht zwischen Wenden und Deutschen stattgefunden haben. Der Wendenfürst stand beim Böddenstedter Petersberg, an der Grenze zur Feldmark Kemnitz und als er die Schlacht zum Nachteil der Seinigen sich neigen sah. Da hieb er aus Verdruss mit seinem Schwert in den auf dem Petersberg liegenden Granitblock ein, der noch heute die Spuren des Hiebes an sich tragen soll. Damit die Einwohner des Dorfes in der Folge rechtzeitig vor Feinden gewarnt würden, war angeordnet worden, dass ein Wächter Tag und Nacht auf einer Eiche im Währsbom, einer Abteilung der Ackerbreite, Wache halten sollte.

### Eingemeindungen
Ursprünglich gehörte das Dorf zum Salzwedelischen Kreis der Mark Brandenburg in der Altmark. Zwischen 1807 und 1813 lag es im Stadtkanton Salzwedel auf dem Territorium des napoleonischen Königreichs Westphalen. Ab 1816 gehörte die Gemeinde zum Kreis Salzwedel, dem späteren Landkreis Salzwedel.
Am 20. Juli 1950 wurden die Gemeinden Kemnitz und Ziethnitz zur neuen Gemeinde Steinitz zusammengeschlossen. Am 1. Januar 2011 wurde die Gemeinde Steinitz per Gesetz aufgelöst. Gleichzeitig wurde die Ortschaft Steinitz gebildet.

### Einwohnerentwicklung

#### Gemeinde
| Jahr | Einwohner |
| ---- | --------- |
| 1734 | 046       |
| 1774 | 052       |
| 1789 | 084       |
| 1798 | 072       |
| 1801 | 072       |
| 1818 | 054       |
| 1840 | 132       |
| 1864 | 196       |
| 1871 | 212       |

| Jahr | Einwohner |
| ---- | --------- |
| 1885 | 241       |
| 1892 | [00]249   |
| 1895 | 244       |
| 1900 | [00]255   |
| 1905 | 248       |
| 1910 | [00]227   |
| 1925 | 224       |
| 1939 | 215       |
| 1946 | 250       |

Quelle, wenn nicht angegeben, bis 1946:

#### Ortsteil
| Jahr | Einwohner |
| ---- | --------- |
| 2010 | [00]358   |
| 2014 | [00]364   |
| 2015 | [00]365   |
| 2020 | [00]349   |
| 2021 | [00]351   |
| 2022 | [00]341   |
| 2023 | [0]338    |

## Religion
Die evangelische Kirchengemeinde Kemnitz, die früher zur Pfarrei St. Marien- und Mönchskirche in der Altstadt Salzwedel gehörte, wird heute betreut vom Pfarrbereich Salzwedel-St. Marien im Kirchenkreis Salzwedel im Bischofssprengel Magdeburg der Evangelischen Kirche in Mitteldeutschland.

## Kultur und Sehenswürdigkeiten
- Die evangelische Dorfkirche in Kemnitz ist ein kleiner dreiseitig geschlossener Feldsteinbau mit einem kleinen Glockenstuhl an der Westseite aus dem 14. Jahrhundert.[20] Die Kirche war eine Filiale der St. Marien- und Mönchskirche in Salzwedel.[18]
- Der Ortsfriedhof liegt im Süden des Dorfes.
- In Kemnitz steht ein Denkmal für die Gefallenen des Ersten und Zweiten Weltkrieges, ein großer Findling auf Feldsteinsockel.[21]